# Свободная пресса
«Свободная пресса» — российское общественно-политическое интернет-издание. Специализируется на политических, общественно-экономических, спортивных и культурных новостях, есть разделы с блогами, онлайн-конференции с известными людьми, фото- и видеогалереи. 
Зарегистрировано в декабре 2008 года. 
Более 100 тысяч посетителей ежедневно по данным Rambler's Top100.

## История
Первый выпуск "Свободной прессы" вышел в свет 1 ноября 2008 года. Интернет-издание «Свободная пресса» было зарегистрировано в качестве СМИ в декабре 2008 года. Учредителем является АНО «Интернет-Пресса». Первым главным редактором стал Владимир Александрович Локтев, долгое время работавший в газете «Труд». Затем его место занял Константин Демченко. В 2010 году его сменил Павел Пряников, проработав до ноября 2011 года.
С 1 июля 2012 года главным редактором и шеф-редактором стали писатели Сергей Шаргунов и Захар Прилепин, планировавшие сделать сайт «пространством большого и сложного разговора о насущном и непреходящем». Оба заявили, что в работе над сайтом не собираются скрывать своих взглядов — «которые принято называть народническими, и, конечно, непримиримо-оппозиционными».
31 июля 2023 года главным редактором сетевого СМИ «Свободная пресса» назначен Полунин Андрей Сергеевич, долгое время работавший ведущим обозревателем этого издания. В конце декабря 2023 года он скончался от тяжелой болезни. Временно исполняющим обязанности главного редактора был назначен Владимир Лебедев.

## Критика
По оценке издания «Белорусский партизан», под руководством Прилепина и Шаргунова издание постепенно превращается «в трибуну черносотенцев и православных хоругвеносцев». В качестве примера была приведена статья Владимира Бондаренко, обвинявшего белорусскую писательницу Светлану Алексиевич в «воспитании в европейском обществе ненависти ко всему русскому», «добивании советского мира», «русофобии» и наличии неких «натовских» хозяев. Саму же писательницу автор окрестил «американским проектом».